# Loesenera
Genre
Classification phylogénétique
Loesenera est un genre de plantes à fleurs dicotylédones de la famille des Fabaceae, sous-famille des Caesalpinioideae, originaire d'Afrique, qui comprend quatre espèces acceptées.

## Liste d'espèces
Selon The Plant List (1 novembre 2018) :
- Loesenera gabonensis Pellegr.
- Loesenera kalantha Harms
- Loesenera talbotii Baker f.
- Loesenera walkeri (A.Chev.) J.Leonard